# Carl Adolf Hübner

Carl Adolf Hübner

Carl Adolf Hübner (* 30. April 1739 in Mühlhausen/Thüringen; † 10. April 1824 ebenda) war ein Stadtschreiber und Kanzleidirektor verschiedener Mühlhäuser Obergerichte.

## Leben
Hübner war der Sohn des Stadtschreibers Johann Adolf Hübner (1707–1791) und Anna Katharina Schreiber (1712–1784) aus dem obersächsischen Höngeda. Sein Vater wurde später zum regierenden Bürgermeister der freien Reichsstadt Mühlhausen.
Nach seiner Ausbildung arbeitete Hübner neun Jahre lang als Aktuar beim Forstamt, das u. a. für die Schlag- und Holzverteilungsrechte der Stadt zuständig war. 1777 wurde Hübner Mitglied des Mühlhäuser Stadtrates und am 2. Januar 1789 zum Syndikus und Kanzleidirektor des Kriminal- und Appellationsgerichts in Mühlhausen. Am 4. Januar 1802 wurde er durch den Stadtrat zum Wirklichen Kaiserlichen Rat ernannt. Im Zuge der preußischen Besetzung Mühlhausens für die zugesprochenen Entschädigungen aus dem Frieden von Lunéville wurde Hübner neben dem späteren Bürgermeister und Kantonmaire Christian Gottfried Stephan und den beiden Räten Ledebur und Lauprecht in den provisorischen Polizeimagistrat berufen, der bis 1805 bestand. Ledebur wurde im gleichen Jahr am 22. Juli pensioniert. Zwei Jahre zuvor, am 10. Juli 1803 hatte er dem preußischen König Friedrich Wilhelm III. in Hildesheim gehuldigt. Als Privatier wurde Hübner 1808 von der städtischen Mairie als Mitglied der Reichsstände des Königreichs Westphalen vorgeschlagen und berufen, an deren beiden Versammlungen er 1810 und 1812 teilnahm.
Hübner heiratete zweimal. Seine erste Frau war Regine Juliane Rotschier, die Tochter eines alten städtischen Patriziergeschlechts († 16. September 1795), seine zweite Frau war die Adlige Bernhardine Christine Caroline von Wintzingerode, eine Cousine zweiten Grades des Württembergischen und Westphälischen Diplomaten Georg Ernst Levin von Wintzingerode, die er am 19. Februar 1797 heiratete. Die von Wintzingerodes waren im Eichsfeldischen Ort Kirchohmfeld ansässig und verwalteten u. a. unter dem Preußischen und dem Westphälischen Staat die Forsten im Südharz und im Eichsfeld. Seit 1771 trug Hübner die Stadtgüter der Thüringer Deutschordens-Balley zu Lehen und versah seit 1782 sein Amt auf dem Zwästener Komturhof bei Jena.